# 魯德基夫齊 (日達喬夫區)
49°27′9″N 24°13′24″E / 49.45250°N 24.22333°E
魯德基夫齊（烏克蘭語：Рудківці），是烏克蘭西部的村莊，隸屬利維夫州的斯特雷區。該村面積1.08平方公里，海拔高度283米，2001年人口461，人口密度每平方公里426.85人。